# Kelly Hu

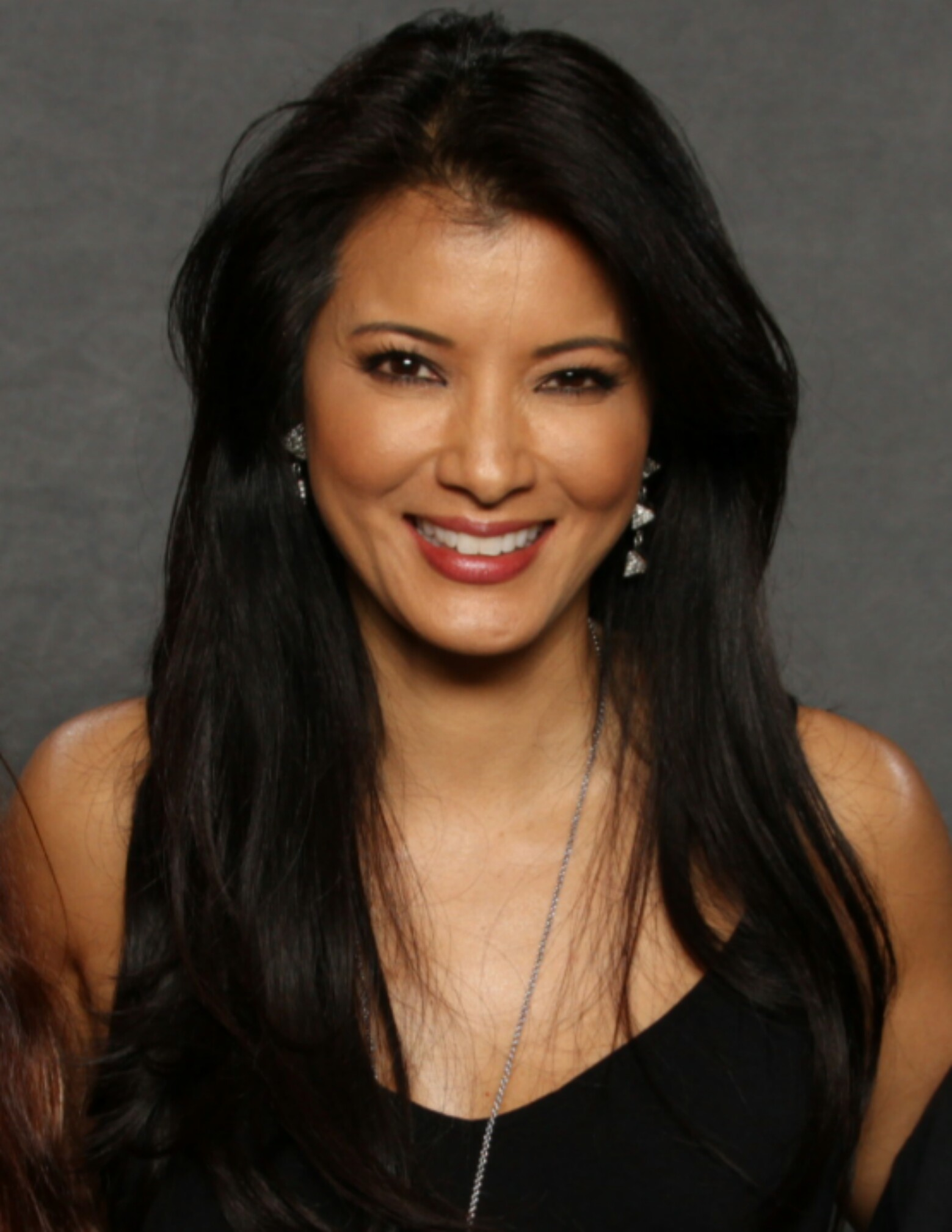
Kelly Hu (2016)

Kelly Ann Hu (chinesisch 胡凱莉, Pinyin Hú Kǎilì, Jyutping Wu4 Hoi2lei6 alternativ 胡凱麗,  Hú Kǎilì, Jyutping Wu4 Hoi2lai6; * 13. Februar 1968 in Honolulu, Hawaii) ist eine US-amerikanische Schauspielerin chinesisch-britischer Herkunft.

## Karriere
Nach Abschluss der Highschool nahm Hu an der Wahl zur Miss Teen USA 1985 teil. Dort belegte sie den ersten Platz und war somit die erste asiatisch-US-amerikanische Frau, die diesen Wettbewerb gewann. Sie startete eine Modellaufbahn in Italien und Japan. 
1987 kam Hu zurück in die USA und widmete sich der Schauspielerei. Nach einigen kleinen Serien bekam sie 1989 ihre erste Filmrolle in Freitag der 13. Teil VIII – Todesfalle Manhattan. Nachdem sie 1991 in The Doors zu sehen war, spielte sie wieder überwiegend Fernsehrollen. Seit 2002 ist sie wieder vermehrt im Kino zu sehen.
Darüber hinaus spielte Hu in dem Videospiel Command & Conquer: Alarmstufe Rot 3 in den Videosequenzen die Rolle der Suki Toyama, welche den Spieler über die aktuelle Mission informiert, sowie in Battlefield Hardline Detective Khai Minh Dao.

## Filmografie (Auswahl)

### Spielfilme
- 1989: Freitag der 13. – Todesfalle Manhattan (Friday the 13th Part VIII: Jason Takes Manhattan)
- 1991: The Doors
- 1991: Harley Davidson & The Marlboro Man (Harley Davidson and the Marlboro Man)
- 1993: Surf Ninjas
- 1995: Das Yakuza-Kartell (No Way Back)
- 1996: Star Command – Gefecht im Weltall (Star Command) (Fernsehfilm)
- 2002: The Scorpion King
- 2003: Born 2 Die (Cradle 2 the Grave)
- 2003: X-Men 2 (X2)
- 2004: The Quest – Jagd nach dem Speer des Schicksals (The Librarian – Quest for the Spear)
- 2004: Teen Cop
- 2005: Mayday – Katastrophenflug 52 (Mayday)
- 2006: Devil’s Den
- 2007: Afro Samurai (Sprechrolle)
- 2007: Shanghai Kiss
- 2007: The Air I Breathe – Die Macht des Schicksals (The Air I Breathe)
- 2008: Cabin Massacre (Farm House)
- 2008: Stiletto
- 2009: The Tournament
- 2011: Was Frauen wollen 2 (I Know a Woman’s Heart)
- 2011: Phineas und Ferb: Quer durch die 2. Dimension (Phineas and Ferb the Movie: Across the 2nd Dimension, Stimme)
- 2012: White Frog… Kraft unserer Liebe (White Frog)
- 2013: The Haumana
- 2013: They Die by Dawn
- 2014: High School Possession (Fernsehfilm)
- 2014: World of Tomorrow – Die Vernichtung hat begonnen (Age of Tomorrow)
- 2015: Death Valley
- 2017: Maximum Impact
- 2017: Kepler’s Dream
- 2018: F.R.E.D.I.
- 2020: Phineas und Ferb: Candace gegen das Universum (Phineas and Ferb: Candace Against the Universe) [Stimme]
- 2021: Abenteuer ʻOhana (Finding ’Ohana)

### Fernsehserien
- 1987–1988: Unser lautes Heim (Growing Pains, 3 Folgen)
- 1994: Melrose Place (1 Folge)
- 1996: Murder One (2 Folgen)
- 1997: Sunset Beach (63 Folgen)
- 1997–1998: Nash Bridges (21 Folgen)
- 1998–2000: Martial Law – Der Karate-Cop (Martial Law, 44 Folgen)
- 2005–2006: CSI: NY (4 Folgen)
- 2005–2007: Robot Chicken (Stimme, 4 Folgen)
- 2007–2015: Phineas und Ferb (Phineas and Ferb, Stimme)
- 2008: Law & Order: Special Victims Unit (Folge 10x10)
- 2009: Numbers – Die Logik des Verbrechens (Numb3rs, Folge 5x13)
- 2009: In Plain Sight – In der Schusslinie (In Plain Sight, Folge 2x13)
- 2009: Navy CIS: L.A. (NCIS: Los Angeles, Folge 1x05)
- 2009: Navy CIS (NCIS, Folge 7x07)
- 2010–2011: Hawaii Five-0 (3 Folgen)
- 2010–2011: Vampire Diaries (The Vampire Diaries, 8 Folgen)
- 2011: CSI: Vegas (CSI: Crime Scene Investigation, Folge 12x03)
- 2012: Fairly Legal (Folge 2x04)
- 2012: Breakout Kings (Folge 2x08)
- 2012–2015, 2017, 2019: Arrow (11 Folgen)
- 2013: Castle (Folge 5x12 Tödliche Girls)
- 2013–2014: Warehouse 13 (6 Folgen)
- 2012–2017: Teenage Mutant Ninja Turtles (Stimme)
- 2014: The 100 (Folge 1x01)
- 2015: Being Mary Jane (2 Folgen)
- 2017: Gap Year (Folge 1x06)
- 2017: Navy CIS: New Orleans (NCIS: New Orleans, Folge 4x07)
- 2017–2022: The Orville (8 Folgen)
- 2018: Dietland (2 Folgen)
- 2023: East New York
- 2024: Gremlins – Secrets of the Mogwai (Stimme)

### Videospielgrafie
- 2009: Afro Samurai
- 2015: Battlefield Hardline
- 2019: Mortal Kombat 11